# Russula torulosa
Russula torulosa Bres., Iconographia Mycologica 9: pl. 433 (1929).
La Russula torulosa è una delle specie più comuni nelle pinete italiane, ma non è commestibile perché trattasi di fungo tossico e dal sapore acre.

Fungo micorrizico, si trova spesso in associazione a Pinus nigra (pino nero), Pinus halepensis (pino d'aleppo), Pinus pinea (pino domestico), Pinus pinaster (pino marittimo) e Pinus sylvestris (pino silvestre) e più raramente con Cedrus atlantica (cedro atlantico) e Cupressus sempervirens (cipresso).

## Descrizione della specie
Cappello
5-10 cm di diametro, prima irregolarmente convesso, poi spianato e depresso al centro. 
Cuticolarossa vinaccia, rosso bruno tendente al violaceo, più scura, quasi nerastra al centro, umida, viscosa, brillante per lungo tempo, poi asciutta, sottile, poco separabile dalla carne del cappello.
Margineinizialmente involuto, diventa poi dritto e ottuso, rigido, irregolare a maturità, spesso spaccato, raramente costolato.
Lamelle
Biancastre, poi bianco crema quasi ocra, mediamente fitte, spesse, ottuse, abbastanza fragili, forcate al gambo, intercalate da numerose lamellule, attenuate al gambo o un po' decorrenti.
Gambo
2-6 cm, cilindrico o leggermente clavato, svasato verso il cappello, pieno, asciutto, rugoloso, di colore rosa violetto, bianco alla base, coperto da una fugace pruina bianca.
Carne
Abbondante, compatta, soda, gessosa, bianca, ma rosseggiante sotto la cuticola del cappello.
- Odore:  fruttato, gradevole, di mela cotta.
- Sapore: piccante, più o meno variabile a seconda della zona di crescita.

Microscopia
Spore6,5-9,5 x 5,5-7 µm, ovoidali, ialine, con piccole verruche irregolari, leggermente crestate, che confluiscono in un reticolo irregolare, color crema-scuro in massa.
Basiditetrasporici, clavati, 40-50 x 8-12 µm.
Pileipellisformata da ife cilindriche di 2-5 µm intercalate a dermatocistidi cilindrici larghi 5-10 µm.

## Habitat
Fruttifica in gruppi anche molto numerosi, sotto aghifoglie, in tarda estate-autunno.

A volte è possibile reperirlo perfino nelle pinete dei centri urbani, anche in gruppi numerosi.

## Commestibilità
Tossico, anche se incostante.

Secondo voci non confermate, viene spesso consumata nel misto anche se tale pratica non deve essere assolutamente seguita in quanto estremamente pericolosa.

## Specie simili
- Russula queletii
- Russula sardonia, che ha però le lamelle di color giallo pallido e odore insignificante.

## Etimologia
Dal latino torulosus = muscoloso.

## Nomi comuni
- Colombina torulosa
- Colombina dal piede bluastro

## Sinonimi e binomi obsoleti
- Russula fuscorubra (Bres.) J. Blum, 7: 106 (1973)
- Russula queletii var. fuscorubra Bres., (1929)
- Russula queletii var. torulosa (Bres.) Singer, (1932)